# Sarah Bouktit
Sarah Bouktit (n. 27 august 2002, Mont-Saint-Martin⁠(d), Lorraine⁠(d), Franța) este o handbalistă franceză care joacă pe postul de pivot la clubul Metz Handball. Între 2020 și 2021, ea a fost împrumutată la echipa Fleury Loiret HB.
Bouktit a reprezentat Franța la Campionatul European pentru Junioare din 2019, respectiv la Campionatul European pentru Tineret din 2021, unde a câștigat medalii de bronz. La ambele turnee, ea a fost declarată cel mai bun pivot și inclusă în echipa ideală.
În martie 2022, Sarah Bouktit a fost convocată la echipa națională a Franței pentru a lua parte la meciurile de calificare la Campionatul European. Ea a obținut prima selecție în echipa de senioare a Franței la vârsta de 19 ani, pe 3 martie 2022, într-un meci câștigat împotriva Croației.

## Palmares
- Campionatul European pentru Tineret:
  -  Medalie de bronz: 2021

- Campionatul European pentru Junioare:
  -  Medalie de bronz: 2019

- FOTE
  -  Medalie de aur: 2019

- Liga Campionilor EHF:
  - Locul 3: 2022

## Premii individuale
- Pivotul echipei ideale la Campionatul European pentru Tineret: 2021[7]
- Pivotul echipei ideale la Campionatul European pentru Junioare: 2019[6]